# Calophyllum ellipticum
Calophyllum ellipticum är en tvåhjärtbladig växtart som beskrevs av Henry Hurd Rusby. Calophyllum ellipticum ingår i släktet Calophyllum och familjen Calophyllaceae. Inga underarter finns listade i Catalogue of Life.